# 119 (число)
119 (сто дев'ятна́дцять) — натуральне число між 118 і 120.

## У науці
- атомний номер унуненію.

## У інших областях
- 119 рік, 119 до н. е.
- ASCII — код символу «w».